# Osiedle Henrykowskie

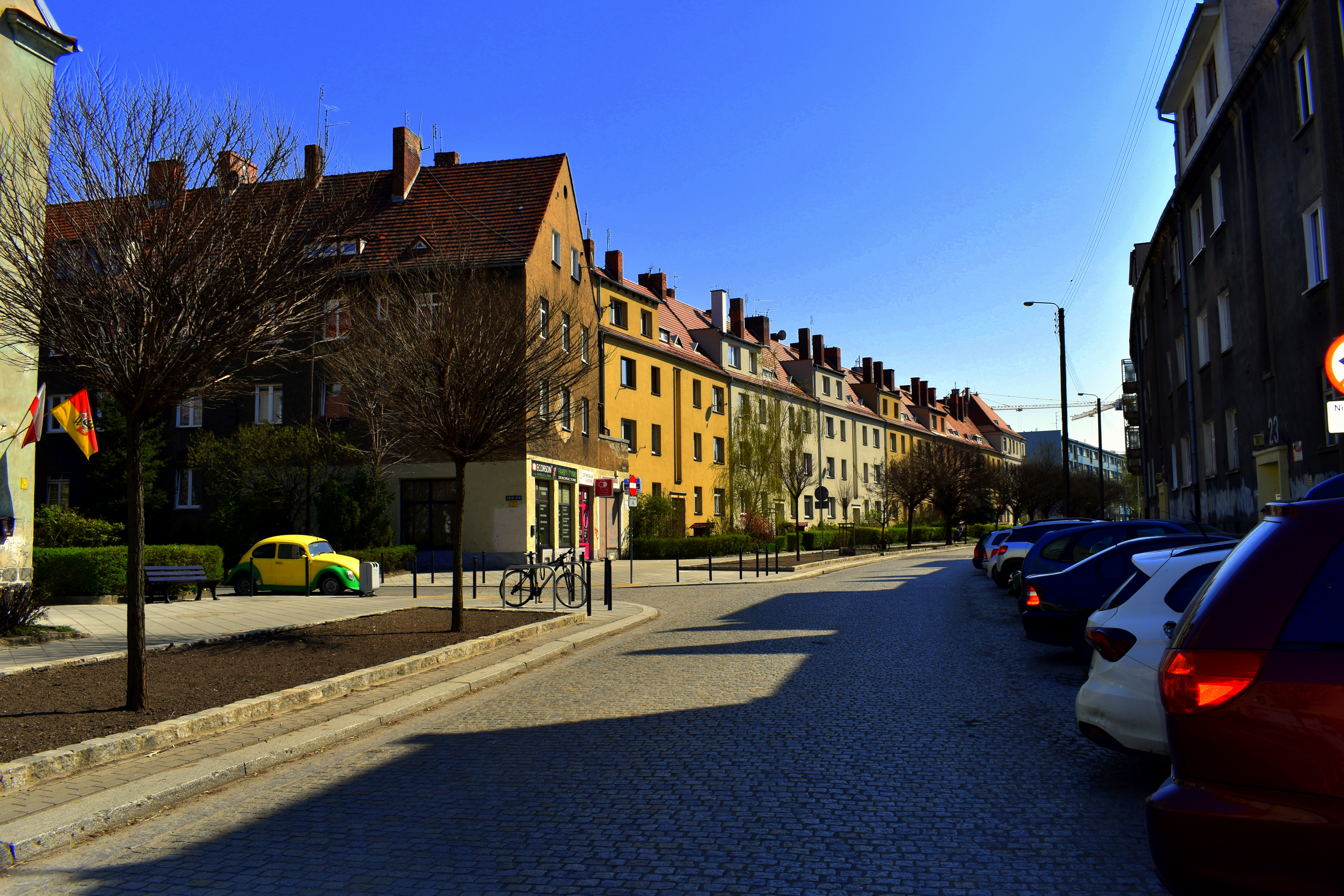

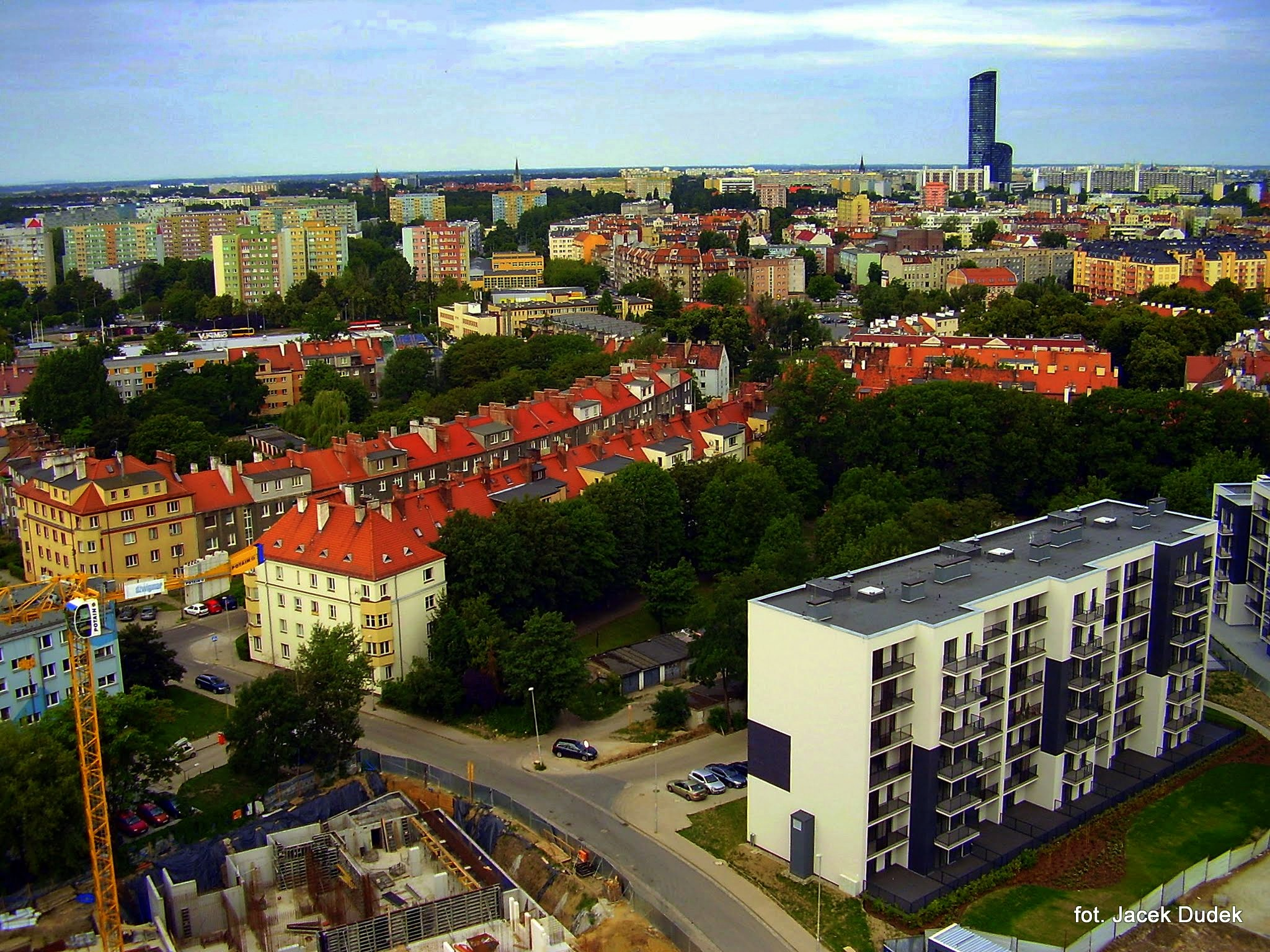
Fragment osiedla Henrykowskiego

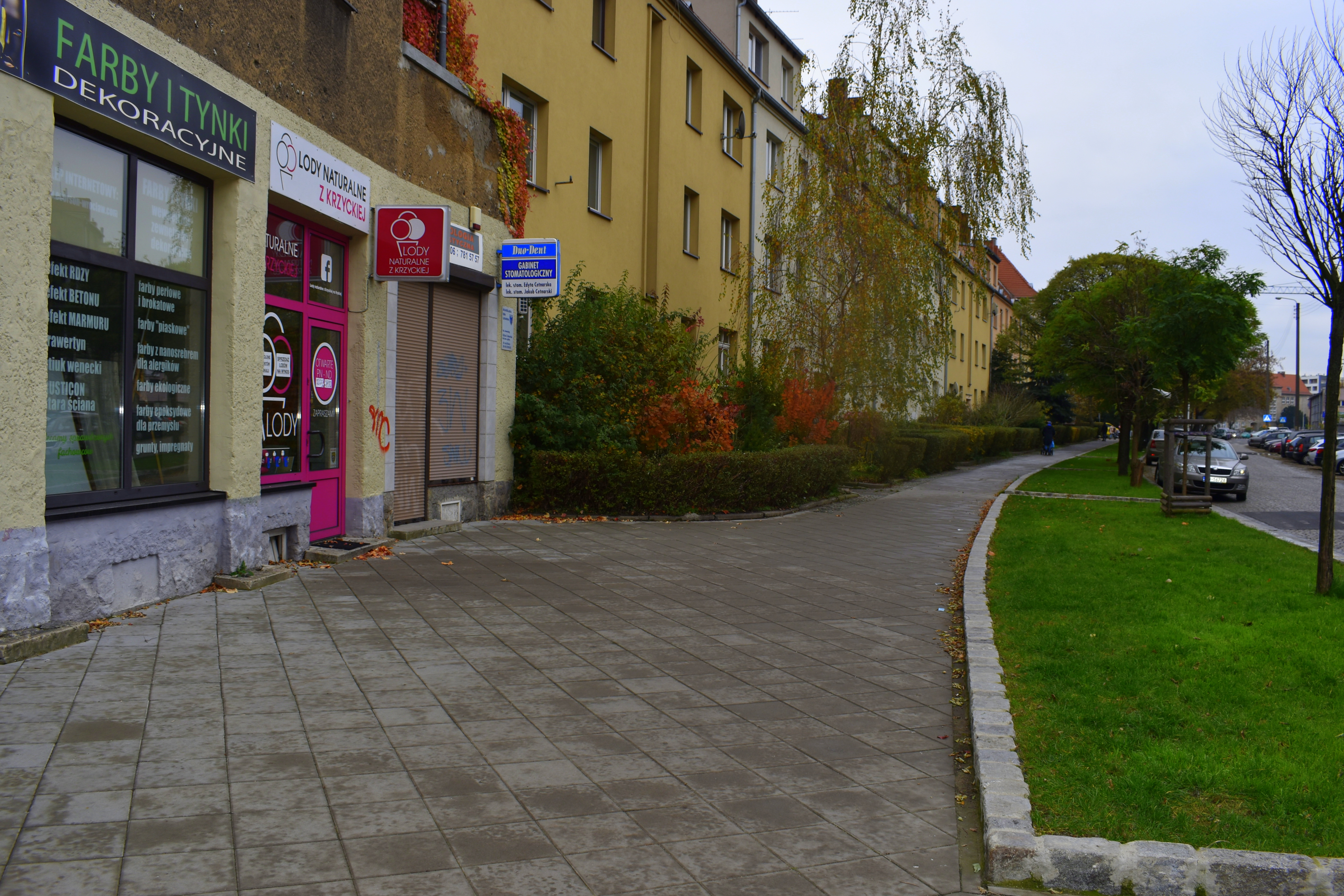
Zabudowa przy ul. Nyskiej

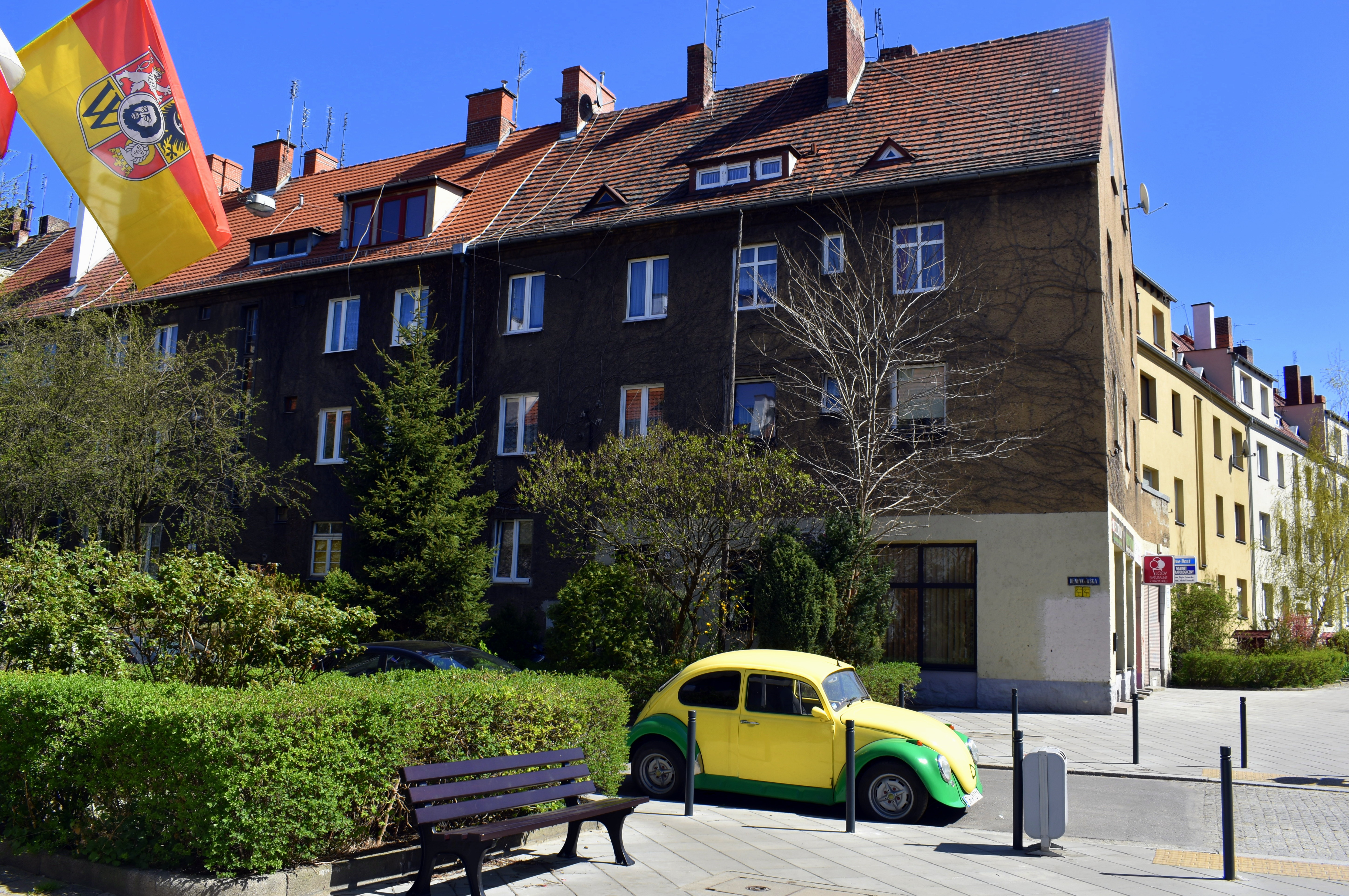
Fragment ul. Henrykowskiej

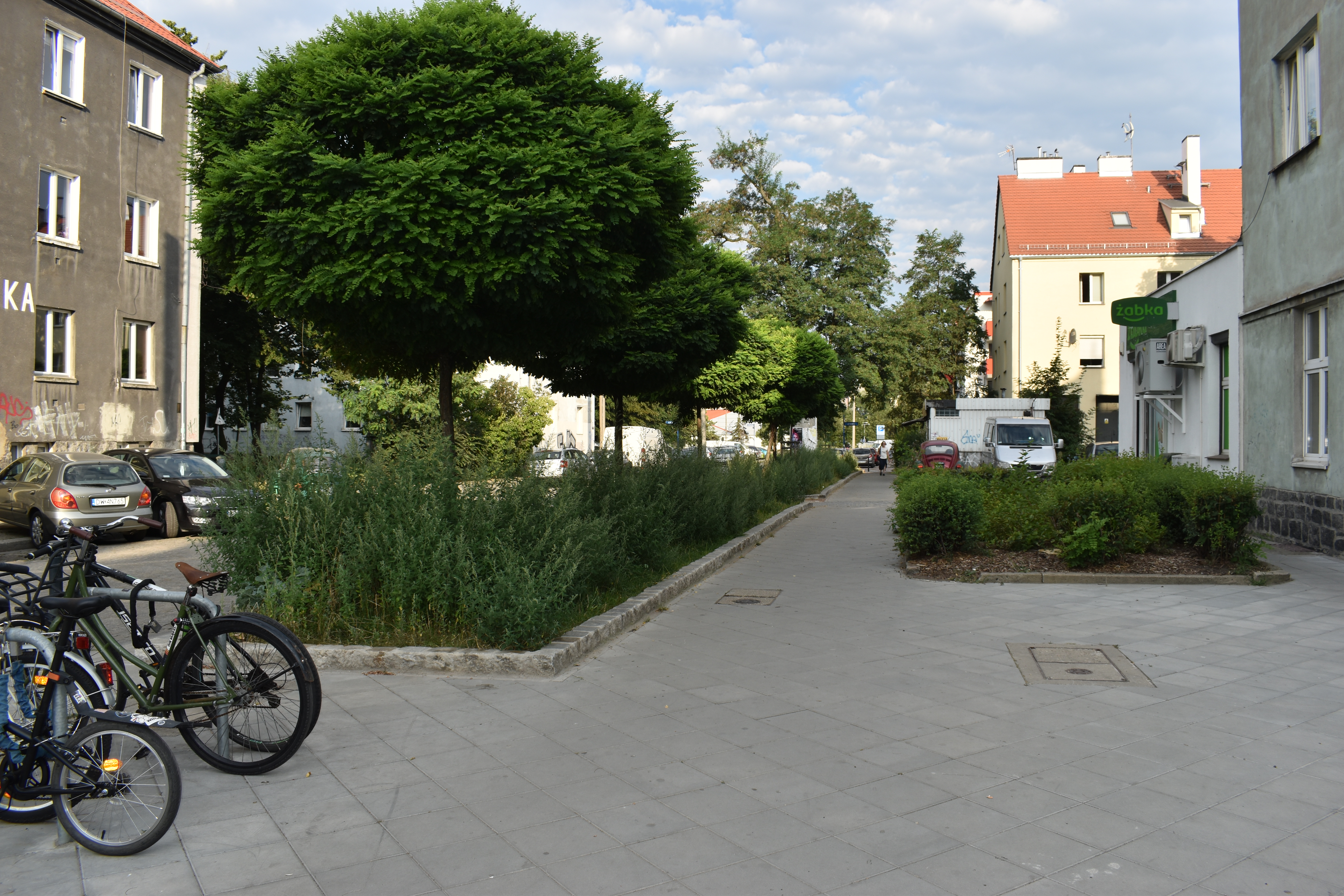
Ul. Nyska

Osiedle Henrykowskie – nieoficjalna nazwa osiedla mieszkaniowego w południowej części Wrocławia, które do roku 1991 należało do dzielnicy Krzyki a obecnie znajduje się w granicach osiedla samorządowego Tarnogaj.
Osiedle Henrykowskie jest nazwą terenową nieumieszczaną od lat na planach miasta, lecz używaną przez jego mieszkańców, a dawniej w dokumentach urzędowych. Swoją nazwę wzięło od jednej ze swoich ulic – Henrykowskiej.

## Historia
Teren, na którym znajduje się Osiedle Henrykowskie, należał od średniowiecza do biskupów wrocławskich. Przyłączony został do Wrocławia wraz z innymi przedmieściami otaczającymi miasto w dniu 19 listopada 1808 roku. Niemal do początku XX wieku znajdowały się tu jedynie użytki rolne. Od zachodu sąsiadował z zabudowaniami wsi Huby, przyłączonej do miasta w roku 1868, od wschodu i północy z wznoszonymi od drugiej połowy XIX w. zabudowaniami kolejowymi, od południa zaś z polami wsi Tarnogaj, przyłączonej do Wrocławia w roku 1904. Na początku XX w., gdy zabudowa osiedla Huby nabierała wielkomiejskiego charakteru i wzdłuż ulicy Hubskiej – jego głównej osi komunikacyjnej – zaczęły powstawać kamienice czynszowe, wytyczono kilka bocznych prostopadłych do niej ulic prowadzących na wschód, wzdłuż których powstać miała nowa zabudowa. Jedną z nich była Merckelstrasse, obecnie Prudnicka, odchodząca od dzisiejszej Hubskiej w połowie jej biegu i ślepo kończąca się pośród pól, nazwana na cześć Friedricha Theodora von Merckela (1775-1845), nadprezydenta prowincji śląskiej w latach 1813-1820 i 1825-1845. Druga z ulic, Beblostrasse, dziś Jesionowa, wychodząca na krańcu Hubskiej, swoją nazwę zawdzięczała Carlowi Beblo, właścicielowi pobliskiej fabryki makaronu i radnemu miejskiemu. Obie ulice nie zostały jednak zabudowane do czasów I wojny światowej, stały się natomiast kilka lat później drogami prowadzącymi na teren przyszłego osiedla.
Plan budowy nowego osiedla mieszkaniowego w tym miejscu opracowany został w roku 1922 na zlecenie spółdzielni Siedlungsgesellschaft Breslau A.G., największego w latach dwudziestych we Wrocławiu inwestora budownictwa mieszkaniowego. Autorami koncepcji urbanistycznej i projektu pierwszych budynków byli architekci Paul Heim i Albert Kempter. Nazwy ulic wytyczonych na nowym osiedlu pochodziły od nazw miejscowości na Przedgórzu Sudeckim. Główną osią osiedla została ulica Nyska, pierwotnie Neißer Straße, która w pobliżu skrzyżowania z Prudnicką łączy się z równoległą do niej Paczkowską, dawniej Patschkauer Straße. W południowej części osiedla w roku 1935 wytyczono jeszcze ulicę Otmuchowską – Ottmachauer Straße. W północnej części zaś dwa podwórka otaczały ulice Henrykowska – Heinrichauer Straße oraz Sernicka – Schönborner Straße. Nazwa tej ostatniej pochodzi od nazwy podwrocławskiej wsi Żerniki Wrocławskie, która krótko po II wojnie światowej nosiła nazwę Serniki. W latach 1926–1927 według planów Heima i Kemptera powstało siedem budynków mieszkalnych mieszczących 233 jedno-, dwu- trzy- i czteropokojowe mieszkania z kuchnią i łazienką. Trzypiętrowe domy kryte dwuspadowym dachem otaczały podwórka, na których urządzono zieleńce i place zabaw dla dzieci oraz zasadzono szpalery drzew. Elewacjom zaś nadano jasne kolory. Osiedle nazwano wówczas Siedlung Merckelstraße i taka nazwa obowiązywała do roku 1945. W kolejnych latach następowała dalsza trwająca do końca lat trzydziestych rozbudowa. Następne domy powstawały już na zlecenie innych inwestorów i według projektu innych architektów, jednak wielkością i kształtem podobne były do tych pierwszych. Do połowy lat trzydziestych wypełniono zabudowę ulicy Nyskiej, Henrykowskiej i Jesionowej. W ostatnich latach przed drugą wojną światową powstały jeszcze domy przy ulicach Otmuchowskiej i Pięknej, która zamykała osiedle od południa. Oprócz zabudowy mieszkalnej na osiedlu wzniesiono także budynki infrastruktury technicznej i użyteczności publicznej. W latach 1927–1928 na wschodnim krańcu ulicy Jesionowej zbudowano stację transformatorową według projektu Richarda Konwiarza, która służyła całej południowej części miasta. W roku 1938 powstała natomiast szkoła ludowa w południowej części ulicy Nyskiej zaprojektowana przez Paula i Erwina Kleinów.
W czasie oblężenia Wrocławia na początku roku 1945 osiedle zostało częściowo zniszczone, jednak większość budynków ocalała, inne zostały później odnowione. W następnych latach powojennych miejsce zniszczonych domów powstały nowe budynki mieszkalne z wielkiej płyty, m.in. czteropiętrowe bloki przy ul. Nyskiej i Paczkowskiej oraz dziesięciopiętrowy punktowiec na rogu Nyskiej i Pięknej. Powstały też nowe zakłady przemysłowe: Zakład Produkcyjno-Remontowy Energetyki oraz otwarta w roku 1972 piekarnia pieczywa chrupkiego. W latach osiemdziesiątych i na początku dziewięćdziesiątych powstały z kolei zespoły domów wielorodzinnych swoją formą bardziej nawiązujące do przedwojennej architektury osiedla. Wypełniły one puste miejsca wzdłuż ulic Jesionowej, Pięknej oraz Sernickiej u zbiegu z Nyską. W pierwszej dekadzie XXI wieku oba zakłady przemysłowe zostały zlikwidowane, a w miejscu ich zabudowań powstają kolejne zespoły wielorodzinnych domów mieszkalnych. 

## Literatura
- Zygmunt Antkowiak: Stare i nowe osiedla Wrocławia. Wrocław-Warszawa-Kraków-Gdańsk: Ossolineum, 1973.
- Rafał Eysymontt, Jerzy Ilkosz, Agnieszka Tomaszewicz, Jadwiga Urbanik (red.): Leksykon architektury Wrocławia. Wrocław: Via Nova, 2011.
- Komm, ich zeige Dir Breslau. Praktisches Wissen von Alt- und Neu-Breslau 2. Heft. Breslau: J. U. Kern's Verlag, 1929.
- Tomasz Kruszewski: Niemiecko-polski spis ulic, placów i mostów Wrocławia 1873–1997. Wrocław: Wydawnictwo Uniwersytetu Wrocławskiego, 1997.